# Льюїстон (Юта)
Льюїстон (англ. Lewiston) — місто (англ. city) в США, в окрузі Кеш штату Юта. Населення — 1939 осіб (2020).

## Географія
Льюїстон розташований за координатами 41°58′6″ пн. ш. 111°53′9″ зх. д. / 41.96833° пн. ш. 111.88583° зх. д. (41.968452, -111.885815).  За даними Бюро перепису населення США в 2010 році місто мало площу 66,43 км², з яких 66,27 км² — суходіл та 0,16 км² — водойми.

## Демографія
Згідно з переписом 2010 року, у місті мешкало 1766 осіб у 559 домогосподарствах у складі 460 родин. Густота населення становила 27 осіб/км².  Було 599 помешкань (9/км²).
Расовий склад населення:
| - 89,5 % — білих - 0,9 % — корінних американців - 0,3 % — чорних або афроамериканців - 0,3 % — азіатів - 0,2 % — вихідців з тихоокеанських островів - 6,5 % — осіб інших рас |

До двох чи більше рас належало 2,3 %. Частка іспаномовних становила 11,3 % від усіх жителів.
За віковим діапазоном населення розподілялося таким чином: 34,7 % — особи молодші 18 років, 54,5 % — особи у віці 18—64 років, 10,8 % — особи у віці 65 років та старші. Медіана віку мешканця становила 30,6 року. На 100 осіб жіночої статі у місті припадало 97,1 чоловіків;  на 100 жінок у віці від 18 років та старших — 95,6 чоловіків також старших 18 років.
Середній дохід на одне домашнє господарство  становив 58 227 доларів США (медіана — 47 900), а середній дохід на одну сім'ю — 64 926 доларів (медіана — 52 098). Медіана доходів становила 35 227 доларів для чоловіків та 30 000 доларів для жінок. За межею бідності перебувало 15,3 % осіб, у тому числі 22,9 % дітей у віці до 18 років та 5,1 % осіб у віці 65 років та старших.
Цивільне працевлаштоване населення становило 972 особи. Основні галузі зайнятості: освіта, охорона здоров'я та соціальна допомога — 22,6 %, виробництво — 19,2 %, сільське господарство, лісництво, риболовля — 17,1 %.